# Сасько Максим Романович
Сасько Максим Романович (нар. 10 червня 1992, Вараш, Рівненська область) — видатний український піаніст, дипломант VI Міжнародного конкурсу піаністів імені С. Рахманінова (2008).

## Життєпис
Народився 10 червня 1992 року у місті Вараші на Рівненщині.
Закінчив Рівненську дитячу музичну школу № 2, Рівненське державне музичне училище (клас Лілії Духовної, 2012), а згодом Львівську національну музичну академію імені Миколи Лисенка (клас Йожефа Ерміня).
Наразі мешкає у Львові та з вересня 2020 року працює у Львівському національному академічному театрі опери та балету імені Соломії Крушельницької концертмейстером з класу балету. Виступає як в Україні, так і за кордоном, виконуючи кращі твори фортепіанного мистецтва.

## Нагороди та відзнаки
Дипломант VI Міжнародного конкурсу піаністів імені С. Рахманінова (2008).